# 秋谷陽子
秋谷 陽子（あきたに ようこ、1957年1月28日 - ）は、日本の女優。本名は、鎌田陽子。旧姓名は、秋谷 陽子（）。
東京都豊島区池袋出身。堀越高等学校卒業。三船プロダクションを経て、MC企画に所属していた。

## 来歴・人物
高校在学中だった1972年に第12回ミス・エールフランスに選ばれ、翌年（1973年）松竹と専属契約を結ぶ。同年、井上梅次監督『男じゃないか 闘志満々』に森田健作の相手役でデビュー。『としごろ』『ときめき』では主演を務め、『恋は放課後』などで助演して売り出すが、その後の企画に恵まれず、仕事の場をテレビへと移す。テレビドラマでは、『元禄太平記』（NHK）、『華やかな荒野』（TBS）、『宇宙からのメッセージ・銀河大戦』（テレビ朝日）などに出演した。
母と兄の三人暮らしの家庭環境で、堀越高等学校を卒業。在学時にはあいざき進也や浅野まゆみが同級生で、フォークギターの弾き語りが得意だった。

## 出演

### テレビドラマ
- 愛のはじまるとき（1973年、CX）[5]
- ぼくは叔父さん（1973年、NTV）
- 華やかな荒野（1974年、TBS）
- 大河ドラマ / 元禄太平記（1975年、NHK） - お幸
- 必殺シリーズ（ABC / 松竹）
  - 必殺仕置屋稼業 第16話「一筆啓上無法が見えた」（1975年） - お糸
  - 必殺仕事人 第11話「極悪人ほどよく眠れるか?」（1979年） - お春
- Gメン'75　第109話「新東京国際空港の悪霊」（1977年、TBS）−朝井信子の妹
- 太陽にほえろ! 第297話「ゴリ、爆走!」（1978年、NTV / 東宝） - 宮下
- 大江戸捜査網（12ch→TX  / 三船プロ→ヴァンフィル）
  - 第340話「遊女が秘めた一筋の涙」（1978年） - お初
  - 第359話「哀しき盗っ人の恩返し」（1978年） - おみつ
  - 第408話「御前試合が暴く謎の金脈」（1979年） - おさと
  - 第421話「人質救出 甦る父娘の絆」（1979年） - お京
  - 第436話「そこつ長屋に春が来た」（1980年） - お鶴
  - 第455話「女風呂幽霊事件」（1980年） - お菊
  - 第481話「連判状が招く姿なき殺人者」（1981年） - おみつ
  - 第490話「涙の仇討赦免状」（1981年） - おふみ
  - 第518話「涙の仇討ち慕情」（1981年） - 小菊
  - 第525話「紅花は女の涙」（1981年） - 鈴江
  - 第540話「殺し屋軍団 逆転の切り札」（1982年） - 茜
  - 第563話「さらば友よ 傷だらけの挽歌」（1982年） - お島
  - 新 大江戸捜査網（1984年）
    - 第15話「決闘!会津急ぎ旅」 - おかよ
    - 第25話「絶唱! 幻の夫婦花」 - お京
- 横溝正史シリーズII「迷路荘の惨劇」（1978年、MBS / 三船プロ） - 戸田タマ子
- 同心部屋御用帳 江戸の旋風IV 第3話「片面打ちの仁義」（1978年、CX / 東宝） - お千代
- 宇宙からのメッセージ・銀河大戦（1978年 - 1979年、ANB / 東映） - ソフィア
- コメットさん 第33話「パリからの夢の使者」（1979年、TBS）
- 鉄道公安官 第7話「こだま最終便の秘密」（1979年、ANB / 東映）
- 七人の刑事 第3シーズン 第65話「部長刑事の妻・恐怖の結婚記念日」（1979年、TBS）
- 特捜最前線（ANB / 東映）
  - 第129話「非情の街・ピエロと呼ばれた男!」（1979年）
  - 第179話「面影」、第184話「慕情」、第190話「償い」（1980年） - 小泉純子
- 江戸の牙 第18話「渡る世間の鬼を斬る」（1980年、ANB）
- 噂の刑事トミーとマツ（TBS / 大映テレビ）
  - 第1シリーズ 第55話「トミマツ卒倒! 真冬に出た幽霊」（1981年） - 平岡よりみ
  - 第2シリーズ 第19話「城ヶ島の対決! トミマツVS凶悪軍団」（1982年） - 伊藤志津子
- 秘密のデカちゃん 第11話「署長ウハウハ!! 娘20の離婚宣言」（1981年、TBS / 大映テレビ） - 田坂けいこ
- 文吾捕物帳 第2話「濡れた役者絵」（1981年、ANB / 三船プロ）
- 時代劇スペシャル「素浪人罷り通る　暁の死闘」（1982年、CX / 三船プロ） - おさち
- 女たちの大坂城（1983年、YTV / 三船プロ）
- 月曜ワイド劇場 / 悲しみの交通刑務所（1983年、ANB）
- 遠山の金さん 第1シリーズ（ANB / 東映）
  - 第91話「京の貴公子・綾小路菊麿さまお成り!」（1984年）
  - 第129話「人呼んで〝桜吹雪の女〟III 慕情篇」（1985年） - 妙香尼
- 気分は名探偵 第26話「旅立ち! 気分は大ハッピー」（1985年、NTV） - 佳恵

### 映画
- 男じゃないか 闘志満々（1973年、松竹）
- 必殺仕掛人（1973年、松竹） - お雪
- としごろ（1973年、松竹） - 優子
- ときめき（1973年、松竹） - 江上早苗
- 恋は放課後（1973年、松竹） - 梨絵
- にっぽん美女物語（1974年、松竹） - 生駒さより
- 超能力だよ全員集合!!（1974年、松竹） - 幸子
- ザ・ドリフターズの極楽はどこだ!!（1974年、松竹） - 妙子
- にっぽん美女物語 女の中の女（1975年、松竹） - 生駒さより
- 美女放浪記（1977年、松竹） - 生駒鮎子
- 宇宙からのメッセージ・銀河大戦（1978年、東映） - ソフィア

### オリジナルビデオ
- 角川ホラーシネマ 稲川淳二の真実のホラー 「誰かが見ている」（2003年、ハピネット）

### CM
- メナード化粧品
- 東芝

### その他
- 六月の雨（小椋佳） - ナレーション